# 扬·多乌戈维奇
扬·多乌戈维奇（波蘭語：Jan Dołgowicz，1954年12月21日—），波兰男子摔跤运动员。他曾代表波兰参加1980年夏季奥林匹克运动会摔跤比赛，获得男子古典式82公斤级银牌。